# きつね (お笑いコンビ)
きつねは、ホリプロコムに所属する日本のお笑いコンビ。2014年4月結成。

## メンバー
大津 広次（おおつ ひろつぐ、1989年7月24日 - ）（35歳）
ツッコミ・ウクレレ担当。
大阪府堺市出身。身長171 cm、体重63 kg。血液型はO型。
3人兄弟の末っ子。
趣味は格闘ゲーム、パチンコ、ボクシング。特技はカードゲーム、格闘ゲーム。
好きな芸人はザ・ドリフターズ、ジャルジャル。
タレント性をつけたいという願望を持ち、整形まで施している。「男性と女性の狭間にありたい」とも話している。整形している箇所はえらで、19歳の頃から2カ月に1回通院。これまでに60万円ほど費やしており、注射をして筋肉を退化させるという方法で行なっている。
女性だけでなく、ニューハーフとも付き合ったことがある。
生まれた時の父親は、母親の2回目の結婚相手。その時の父親が経営していた会社が倒産して間もなく離婚、母の3回目の再婚までの間は貧乏生活を送る。高校時代には母が地主の男性と再婚、急に暮らしが豪華になったという。
オカルト番組への出演経験があり、オカルト話も披露している。

淡路 幸誠（あわじ こうせい、1990年2月14日 - ）（35歳）
ボケ・DJ担当。
大阪府出身。身長178 cm、体重65 kg。血液型はA型。
趣味はDJ、写真、映画鑑賞、ヒップホップダンス。特技はアクション、スタイルの良さ。
母子家庭で育つ。母親に負担をかけさせたくなかったため高校1年時からアルバイトに励み、大学も奨学金で通っていたものの結局中退した。 直の先輩であるザ・たっちがMCを務めるYouTubeチャンネル「たっちアカデミー」に出演している。
2022年11月13日、結婚。同月30日（29日深夜）放送の『千原ジュニアのヘベレケ』（東海テレビ）内で公表した。
2023年2月8日、第1子男児が誕生。

## 来歴・概説
2人とも大阪府出身で、小学校1年生からの幼馴染同士。大阪府立堺西高等学校、桃山学院大学と同じ学校に在籍していた。高校では部員を5人集めて、柔道サークルを創設した。2人で初めて立ったステージは高校の文化祭で、お笑いではなくバンドとしての出演だった。なお、バンドで唯一作ったオリジナル曲は「誰よりも目立ちたい」というタイトルの曲だった。2人ともラーメンズのコントを見てラーメンズについて話し合う「ラーメンズ部」というサークルに所属していた。
柔道サークルの部員5人中4人が同じ大学へ進学し、部員が7回生1人しかいなかった演劇部を乗っ取るような形でコントサークルに変えた。19歳でお笑いを始めた当初は5人組のユニットだった（その中には中国人留学生や、後にシュテンドウジを結成する上田遼馬もいた）。その後、メンバーの1人が留学により脱退。さらに上田がネタ合わせに遅刻したのを理由に脱退させられ、トリオとなる。ユニット名も「100ジャシカ」→「100レノン」→「インベーダーズ」と改名を重ねた。
学園祭でミス・コンテストのMCを担当したことをきっかけにスカウトを受け、大阪の松竹芸能に所属していたがラーメンズへの憧れからトリオで上京して東京に拠点を移す。上京後は改めて養成所「ホリプロ笑売塾」の11期に入り、2014年4月、同塾卒業に伴いホリプロコムへ所属。卒業のタイミングでまた1人が脱退し、現在のコンビとなった。タレントになりたいと思って所属先は敢えてラーメンズと同じ事務所を選ばなかった。バナナマンの影響もあり、吉本興業やワタナベエンターテインメントでは自分たちにチャンスが回って来るかどうかわからないと考えて現在の事務所を選んだという。
地上波テレビ初出演は『PON!』（日本テレビ）の2015年9月7日放送「お笑い数うちゃPON!」のコーナー。当時披露していたのは柔道ネタだった。
現事務所の所属は2014年だが、松竹芸能にスカウトされ養成所へ入学したのは大学2年生の頃（2009年）であるため、芸歴はNSCにおいて大阪校32期・東京校15期と同期扱いとなる。

## コンビ名の由来
フランス・パリのファッションブランド「MAISON KITSUNÉ（メゾンキツネ）」に由来する。このブランドがKitsuneというレコードレーベルもやっていることから「そういうハイカルチャーに僕らもなりたい」という考えで名付けた。
同じ事務所の先輩であるサイキック芸人・キックからは「芸能人はキツネが憑くと爆発的に売れるらしい」という助言も受けていた。また淡路のバイト先にいた風水好きのおばちゃんがライブを見に来た際、「（きつねと言えば）稲荷神もあるから、神様の名前を付けるというのはどうなの」と言われたことから稲荷神を祀る稲荷神社へ参拝するようにしている。「2人ともキツネ顔だから」という理由は、コンビ名の由来の説明が面倒臭い時に用いていたという。

## 芸風
かつてはもみ合いになってTシャツを破るコントを演じていた。他に「ギャルおっさん」などのネタがあったがそれらは事務所ライブで「1ミリもウケなかった」「自分たちが面白いと思っていても、実際ウケるものとはえげつないほどのズレがあった」ということで「今キャッチーに思えるのは歌謡漫才」と思い立ち、2017年頃からは昭和歌謡などを現代風にアレンジした歌謡漫才を多く披露している。
大津がウクレレを弾き、淡路がMacBookに接続したサンプラーをAbleton Liveでコントロールしてエレクトロニック・ダンス・ミュージックでよく使われているフレーズや効果音を出すなどのネタを演じ、この一連の漫才は「パリピ漫才」とも言われている。淡路がDJとヒップホップダンスが趣味であることがネタに活きているとされている。大津が上手いことを言い、淡路が「上手いこと言わんでええねん」「どういう意味やねん」と効果音を出すことが多い。こういった台詞や音楽は何個も用意している。
歌謡漫才が誕生したきっかけは、淡路がダンスとDJに出会ってからはそれが楽しくて仕方なくなり、一方で大津はパチンコ中毒となって100万円ほど借金がかさみその返済のためにバイトへ明け暮れ、ネタ合わせの時間が無くなったりライブにも出られなかった。そんな時に30分間のミニ単独公演の仕事が入り、淡路から漫才とダンスミュージックをかけ合わせた歌謡漫才の案を大津に話してみると、大津がそれを承諾したことだった。
このネタを考案したはいいものの最初は使わず、過去最高としてこれは行けると思ったという他の漫才ネタをライブで披露したところ本人たち曰く逆に「シャレにならんくらいスベった」ため、このパリピ漫才を次のライブでかけたところウケて軌道に乗り始めた。パリピ漫才で『バナナマンの爆笑ドラゴン』（NHK総合）に出演し、テレビ露出の機会が増えるきっかけにもなったが当時はこのネタが浅草芸人を馬鹿にしているんじゃないかという趣旨で、この番組の出演者として入れてもらえたという。淡路はダンスが上手くできないとネタの出来が悪くなくても、本当に悔しくなって落ち込むという。
舞台に出る時には「きつねコンコンブラザーズ」のテーマ（寄席囃子「デイビー・クロケット」をアレンジし、独自に歌詞をつけたもの）を出囃子にしている。
テレビ出演などで忙しくなったことによりアルバイトがし辛くなっても貰えるギャラは多くなく、その上DJセットが20万円でネタ用に買う曲の費用や声を変換するなどの機材に2～3万円かかっている。クラブに営業で呼ばれることも増えたが、営業ネタ用に新しいスピーカーも購入し一度しか使ってない3万円の機材もあるらしく、機材費が嵩んでDJネタを始めるようになってからまた貧乏になったと話している。2020年11月11日放送の『NETA FESTIVAL JAPAN』では、「パーティーペイ」ネタの最中に激しく踊った淡路がぶつかって機材が倒れてしまい、故障こそ免れたもののシメの効果音を代わりに口で発さざるを得なくなっていた。
淡路は新庄剛志のモノマネもしており、2020年9月3日放送の『櫻井・有吉 THE夜会』（TBSテレビ）で新庄本人と共演した際に公認されている。

## 出演

### テレビ

#### 現在のレギュラー番組
- 有吉の壁（日本テレビ） - 2019年10月1日「第2回若手予選会」で初出演。本選へ合格し、2019年10月2日の「有吉の壁12」から準レギュラー出演
- ラヴィット! （TBSテレビ）- 2022年7月29日〜 （不定期）
- きつねのメタゲーNIGHT! ～BS12メタバース情報局～ （2024年4月7日 - 、BS12）月1回放送
- 音ボケPOPS（2024年8月3日 - 、TOKYO MX）- サブMC [注釈 1]

#### 過去の出演番組
- PON!（日本テレビ）- 2015年9月7日「お笑い数うちゃPON!」コーナー
- バナナマンの爆笑ドラゴン（NHK総合）- 2017年5月3日
- 有吉ジャポン（TBSテレビ）- 2017年7月1日「第3回鈴木-1グランプリ」
- ミュージャック（関西テレビ）- 2017年8月5日、2018年2月3日
- お笑いトレンディ夜会（BS朝日） - 2017年7月25日
- 世界一おもしろい海の家 ナナナマリーナで笑イーナ!（テレビ東京）- 2017年8月12日
- お笑い演芸館（BS朝日）- 2017年9月9日
- あらびき団（TBSテレビ）- 2017年12月29日「朝まであらびき団スペシャル あら-1グランプリ2017」
- 千原ジュニアのキング・オブ・ディベート 元旦5時間（AbemaTV）- 2018年1月1日
- ダウンタウンのガキの使いやあらへんで!（日本テレビ）- 2018年1月29日「山-1グランプリ」
- 笑レース（フジテレビ）- 2018年2月5日
- 有田ジェネレーション（TBSテレビ）- 2018年2月8日
- 内村てらす（日本テレビ）- 2018年2月9日、16日
- ネタパレ（フジテレビ）- 2018年3月9日初出演
- オールスター後夜祭（TBSテレビ）- 2018年4月1日、10月7日[23]、2021年3月28日[24]
- シューイチ（日本テレビ）- 2018年4月15日、22日「ブレークちょい前芸人」
- ウチのガヤがすみません!（日本テレビ）- 2018年5月8日初出演
- 特捜警察ジャンポリス（テレビ東京）- 2018年5月19日・2018年6月16日
- 激!今夜もドル箱（テレビ東京）- 2018年6月13日
- エンタの神様（日本テレビ）- 2018年6月23日初出演
- OWARAIブラックジャック（読売テレビ）- 2018年7月16日
- にちようチャップリン（テレビ東京）- 2018年8月5日
- 爆笑そっくりものまね紅白歌合戦スペシャル（フジテレビ）- 2018年9月21日「秒殺ものまねNo.1決定戦」
- ヒルナンデス!（日本テレビ）- 2019年12月23日・2020年12月9日・12月25日
- NETA FESTIVAL JAPAN（日本テレビ）- 2020年11月11日・2021年1月4日
- 千鳥のクセがスゴいネタGP（フジテレビ）- 2021年1月7日
- 勇者ああああ（テレビ東京）- 2021年1月23日
- 爆笑問題&霜降り明星のシンパイ賞!!（テレビ朝日）- 2021年6月6日
- 有吉の世界同時中継 〜今、そっちってどうなってますか?〜（テレビ東京）- 2022年8月18日〜（不定期）（国内リポーター：淡路のみ）
- にけつッ!!（2022年9月27日、読売テレビ）

#### テレビドラマ
- 君と世界が終わる日に 特別編（2022年2月25日、日本テレビ） - 小西 / 中尾 役[注釈 2][25][26]

### ラジオ
- オールナイトニッポンR 決戦!お笑い有楽城（ニッポン放送）- 2017年9月30日[27]
- ロクマルトライブ（アール・エフ・ラジオ日本）- 2017年10月5日
- サンドウィッチマンの天使のつくり笑い（NHKラジオ第1放送）- 2017年11月28日[28]
- マイナビ Laughter Night（TBSラジオ）
- Listen to my dark（FMヨコハマ、2020年4月6日 - 2023年9月25日)パーソナリティー
- きつねのこんこんらじお（NACK5 、 2021年4月2日 - )パーソナリティ[29]

### 映画
- 有吉の壁 カベデミー賞 THE MOVIE「ドライブ・アイ・サー」（2022年6月11日、ライブビューイングジャパン）[30]
- ガディガルズ（2022年） - 声の出演[31]

### Web番組
- 風雲!たけし城（2023年4月21日 - 、Amazon Prime Video）

### MV
- きつね×EXIT 「L.O.K.F」(2020年) [32]
- May'n「あはっててっぺんっ」（2022年）[33]
- SUCCESS「JUMP & SONIC - HEY-YO!! -」（2022年）[34]

### 配信シングル
- ペアーズ（2023年8月23日、Anchor Records）